# 花伝説30 (5号機)
花伝説30（はなでんせつ30）は、2008年3月にオリンピアから発売された完全告知型の沖スロ5号機。保通協における型式名は「NEO花伝説-30」。

## 概要
オリンピアのパトロット（パトライト）シリーズ。これまでの機種と違い、パトロットの色が赤ではなくピンク色をしている（本機以前にオーイズミネオブランド「NEO花物語」で初採用）。
ボーナスはビッグボーナスが青7揃い・赤7揃いの2種類、レギュラーボーナスが赤7・赤7・青7揃いの1種類。
小役とボーナスの重複当選を搭載し、チェリーで重複当選の可能性があり、スイカ（特殊リプレイ）および花揃い（10枚役）はビッグボーナスとの重複確定役。
1ゲームでの最大払い出し枚数は10枚となっている（ボーナス中は14枚）。
中段無効の4ライン機。

## ボーナス確率
| 設定 | BIG確率 | REG確率 | 合成確率 |
| ---- | ------- | ------- | -------- |
| 1    | 1/291   | 1/437   | 1/175    |
| 2    | 1/280   | 1/420   | 1/168    |
| 3    | 1/268   | 1/402   | 1/161    |
| 4    | 1/253   | 1/379   | 1/152    |
| 5    | 1/243   | 1/364   | 1/146    |
| 6    | 1/229   | 1/343   | 1/137    |

※各数値はメーカー発表値。

## 告知
ボーナス当選ゲーム又は次ゲーム時に、歴代オリンピア沖スロ機同様、リール窓下の確定告知ランプの点灯、「キュイーン!」という音、パトロットの回転・点灯で告知を行う。確定告知ランプはボーナスフラグ告知にも使用され、青色なら青ビッグ、赤なら赤ビッグ、白ならビッグもしくはレギュラーとなる。
なお、告知は色々なタイミングで発生し、レバーオン時、リールスタート時、第1リール停止時及び第3リール停止時の4種類がある。また、5号機シリーズではなくなっていた瞬き告知(一瞬パトロットが光りながら回る)が復活した。
その他、無音スタートや告知時にリール窓左にあるフラワーランプ点灯でビッグ確定となる。

## ボーナス
ボーナスはビッグボーナスが青7と赤7の2種類（別フラグ）。レギュラーボーナスが1種類であり、ビッグは336枚を越える払い出し(純増約300枚)で、レギュラーは140枚を越える払い出し(純増約105枚)で終了する。
また、ボーナス中は他のパトライトシリーズ(特に島シリーズ)同様、多くの沖縄サウンドを採用している。使用楽曲はオリジナル曲の他、以下のとおり。
- 島唄（原盤も使用）
- 童神
- 花
- じんじん